# Ornithidium sanaense
Ornithidium sanaense är en orkidéart som först beskrevs av David Edward Bennett och Eric Alston Christenson, och fick sitt nu gällande namn av Karlheinz Senghas. Ornithidium sanaense ingår i släktet Ornithidium och familjen orkidéer.
Artens utbredningsområde är Peru. Inga underarter finns listade i Catalogue of Life.